# Félix Ovejero
Félix Ovejero Lucas (Barcelona, 1957) es un escritor, articulista y profesor universitario español.

## Biografía
Nació en 1957 en Barcelona.
Es licenciado (1982) y doctor (1985) en Ciencias Económicas por la Universidad de Barcelona (UB), en la que es profesor titular de Economía, Ética y Ciencias Sociales desde 1987. También ha sido profesor visitante en la Universidad Pompeu Fabra (1994, 1995), en el Centro de Ética, Racionalidad y Sociedad de la Universidad de Chicago (1991) y en la Universidad de Wisconsin-Madison (1999).
Fue uno de los promotores de la plataforma Ciutadans de Catalunya y uno de firmantes del manifiesto de esta «Por la creación de un nuevo partido político en Cataluña», germen del partido Ciudadanos-Partido de la Ciudadanía.
El 17 de septiembre de 2017 fue uno de los ocho únicos profesores universitarios catalanes ―entre ellos Francesc de Carreras, fundador también de la asociación Ciutadans de Catalunya, y Alberto Reig Tapia― que firmaron el manifiesto Parar el golpe. 500 profesores en defensa de la democracia constitucional, cuyos primeros firmantes eran Fernando Savater y Ángel Viñas y que fue hecho público diez días después de que la mayoría independentista del Parlamento de Cataluña aprobara entre los días 6 y 7 de septiembre la Ley del referéndum de autodeterminación de Cataluña y la Ley de Transitoriedad que rompían con la legalidad constitucional y estatutaria y que fueron inmediatamente suspendidas (y más tarde anuladas) por el Tribunal Constitucional.  En el manifiesto se exigía al Gobierno de Mariano Rajoy que impidiera «la celebración de un falso “referéndum” ilegítimo e ilegal, poniendo a disposición de la justicia a los responsables de este atropello a la democracia y haciendo que recaiga sobre ellos todo el peso de la ley».
Columnista habitual en El País, en 2018 decidió abandonar el medio, entonces dirigido por Soledad Gallego Díaz, y se incorporó a El Mundo, a propuesta del jefe de opinión Jorge Bustos.
Ha mostrado públicamente su apoyo a la asociación política El Jacobino, participando en diversos actos de esta iniciativa. Sus principales referentes, por su parte, han reivindicado en múltiples ocasiones su sintonía con el pensamiento y la línea política del filósofo.
Fue candidato por el partido Izquierda Española para las elecciones al Parlamento Europeo que se celebraron el 9 de junio de 2024.

## Obras
Autor
- De la naturaleza a la sociedad: La unidad del método en las ciencias sociales. Barcelona, Península, 1987.[9]
- Intereses de todos, acciones de cada uno: Crisis del socialismo, ecología y emancipación. Madrid, Siglo XXI, 1989.
- La quimera fértil: El despropósito de la teoría de la historia. Barcelona, Icaria, 1994.[9]
- Mercado, ética y economía. Barcelona, Icaria, 1994.[9]
- La libertad inhóspita: Modelos humanos y democracia liberal. Barcelona, Paidós, 2002.
- Viejas ideas para la nueva sociedad, en: Jarauta, Francisco (ed.), Nueva economía, nueva sociedad. Santander, Fundación Marcelino Botín, 2002.
- Contra la epistemología indiferente. Barcelona,  Mondadori, 2003.
- El compromiso del método. Barcelona, Montesinos, 2004.
- Proceso Abierto: El socialismo después del socialismo. Barcelona, Tusquets, 2005.[10]
- La democracia y las fronteras (de la ciudadanía), en: Montesino, Antonio y Roscales, Mary (edd.), Conciencias de la mirada urbana: Ciudad, ciudadanía y virtudes cívicas. Santander, Límite, 2005.
- Nacionalismo, ciudadanía, democracia. Serie Contra Cromagnon, [1]. Mataró (Barcelona), Montesinos, 2006.[11]
- Incluso un pueblo de demonios: Democracia, liberalismo, republicanismo. Buenos Aires/Madrid, Katz, 2008.[12]
- La trama estéril: Izquierda y nacionalismo. Serie Contra Cromagnon, 2. Mataró (Barcelona), Montesinos, 2011[9][13]
- ¿Idiotas o ciudadanos? El 15-M y la teoría de la democracia. Mataró (Barcelona), Montesinos, 2013[14]
- El compromiso del creador: Ética de la estética. Barcelona, Galaxia Gutenberg, 2014,[15]
- La seducción de la frontera: Nacionalismo e izquierda reaccionaria. Serie Contra Cromagnon, 3. Vilassar de Dalt (Barcelona), Montesinos, 2016[16]
- La deriva reaccionaria de la izquierda. Barcelona, Página Indómita, 2018.[17]
- El feminismo (que) no es socialismo, en: Tey, Miriam (ed.), Hombres y sombras: Contra el feminismo hegemónico. Barcelona, Economía Digital, 2020.
- Sobrevivir al naufragio: El sentido de la política. Barcelona, Página Indómita, 2020.[18]
- Secesionismo y democracia. Barcelona, Página Indómita, 2021.

Coordinador
- (con R. Gargarella), Las razones del socialismo. Barcelona, Paidós, 2001.
- (con R. Gargarella y J. L. Martí), Nuevas ideas republicanas. Autogobierno y libertad. Barcelona, Paidós, 2004.

Entrevistas y conversaciones
- La razón en marcha (conversaciones con Julio Valdeón). Madrid, Alianza Editorial, 2023.